# Phylloptera gracilipes
Phylloptera gracilipes är en insektsart som beskrevs av Brunner von Wattenwyl 1891. Phylloptera gracilipes ingår i släktet Phylloptera och familjen vårtbitare. Inga underarter finns listade i Catalogue of Life.